# Bilkay Öney
Bilkay Öney, née le 23 juin 1970 à Malatya, en Turquie, est une femme politique allemande, membre du Parti social-démocrate d'Allemagne (SPD).
De 2011 à 2016, elle est membre du cabinet Kretschmann comme ministre de l'Intégration.

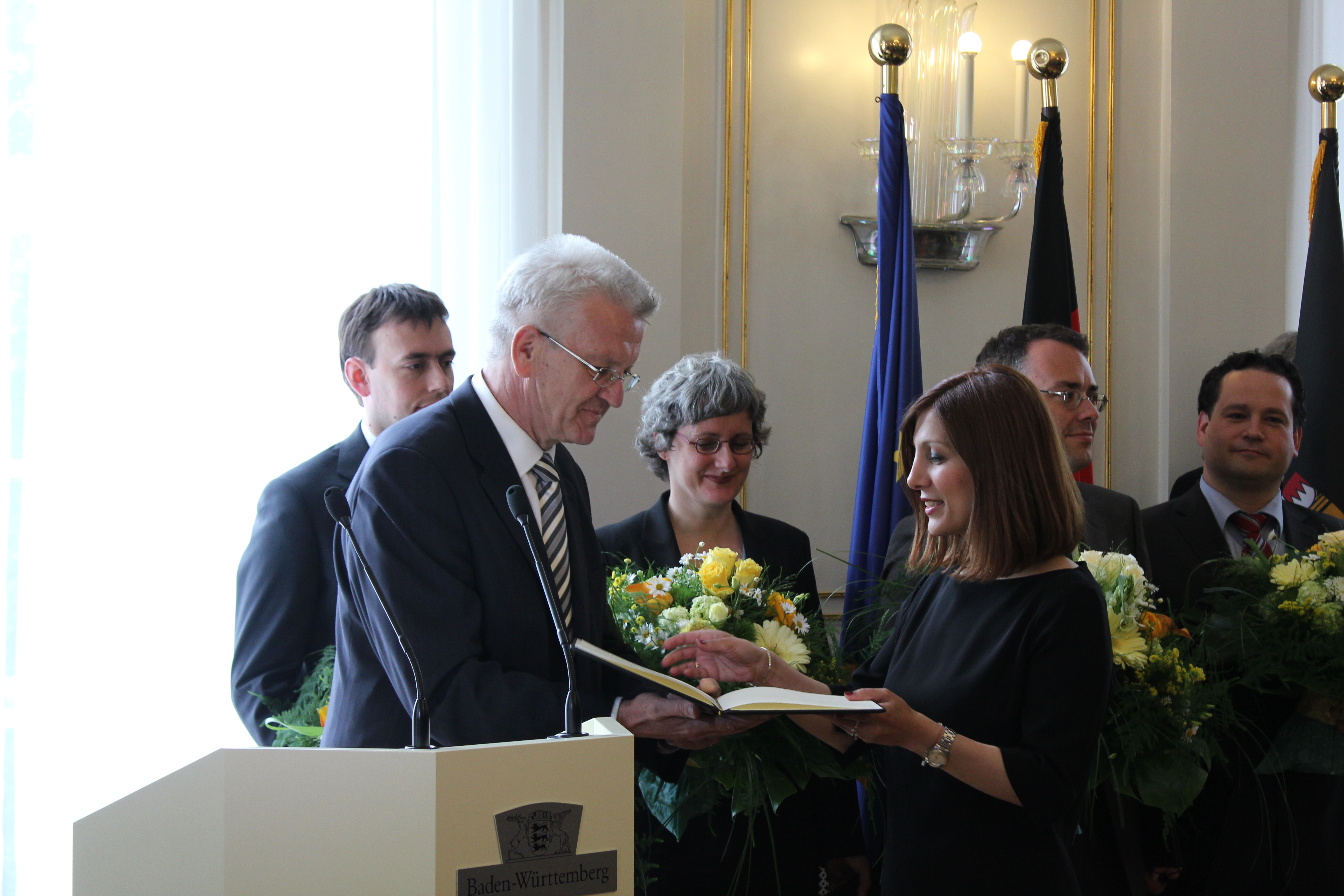
Winfried Kretschmann et Bilkay Öney en 2011.